# Jorgo Bulo
Jorgo Bulo, född den 27 april 1939 i Gjirokastra i Albanien, död den 26 november 2015 i Përmeti i Albanien, var en albansk forskare.
Jorgo Bulo examinerades i albansk litteratur och språk vid Tiranas universitet och avlade doktorsexamen 1982. Han var i många år expert vid Institutet för lingvistik och litteratur, som han på senare tid var ordförande för. Han forskade inom litterär typologi och var en kännare av Naim Frashëris litterära verk.
Jorgo Bulo var författare till en rad studier på det litterära området. Vid sin bortgång hedrades han med en tyst minut av ledamöter i Albaniens parlament.

## Utgivningar
- "Romani shqiptar i realizmit socialist për Luftën Nacionalçlirimtare", Tirana 1982.
- "Magjia dhe magjistarët e fjalës", Tirana 1998.
- "Tipologjia e lirikës së Naim Frashërit", Tirana 1999.

### Webbkällor
- Akademik Jorgo BULO – Albaniens vetenskapsakademins officiella hemsida.

### Fotnoter
1. 1 2  Ndërron jetë akademiku 76-vjeçar Jorgo Bulo (på albanska), Shqip, 26 november 2015, läs online, läst: 27 november 2015.[källa från Wikidata]
2. ↑  Ndërron jetë akademiku 76-vjeçar Jorgo Bulo – Gazeta Shqip